# Bronisław Huberman
Pour les articles homonymes, voir Huberman.
Bronisław Huberman (19 décembre 1882-15 juin 1947) est un violoniste polonais d'origine juive. Son jeu puissant, tourmenté, expressif jusqu'à l'excès, ainsi que sa personnalité lucide et incorruptible en font l'interprète de Beethoven le plus estimé de son temps.
Enfant prodige, il étonne Joseph Joachim et joue le concerto de Johannes Brahms devant Brahms lui-même, qui en a les larmes aux yeux. À treize ans, il devient un virtuose de réputation internationale grâce au soutien de la légendaire cantatrice Adelina Patti.
Il est chassé d'Allemagne, son pays de résidence, par les nazis en 1933. En 1936, il fonde « l'orchestre philharmonique de Palestine » (aujourd'hui Orchestre philharmonique d'Israël), dont il organise également le premier concert, dirigé la même année par Arturo Toscanini. En recrutant des musiciens dans toute l'Europe, il sauve environ mille personnes du risque d'être ultérieurement victime de la Shoah. Jusqu'en 1936, date où son violon est volé pendant un concert qu'il donne à Carnegie Hall, il joue avec un Stradivarius de 1713 connu sous le nom de "Gibson", son ancien propriétaire.
Il meurt en Suisse, après un exil en Angleterre au cours duquel il s'est sans cesse engagé pour ses corréligionnaires menacés.
Parmi sa discographique, on peut mentionner des enregistrements du concerto pour violon de Beethoven, avec l'Orchestre philharmonique de Vienne dirigé par le tout jeune George Szell (1934) et du concerto pour violon de Tchaïkovsky avec l'Orchestre de la Staatskapelle de Berlin sous la direction de William Steinberg (1928) (regroupés dans un CD Naxos, 2000). Il existe aussi plusieurs autres enregistrements de lui, notamment en récital, où il joue des concertos de Bach, Mozart, Brahms.